# Goussancourt
Goussancourt és un municipi francès situat al departament de l'Aisne i a la regió dels Alts de França. L'any 2007 tenia 98 habitants.

## Demografia

### Població
El 2007 la població de fet de Goussancourt era de 98 persones. Hi havia 39 famílies de les quals 8 eren unipersonals (8 dones vivint soles i 8 dones vivint soles), 19 parelles sense fills i 12 parelles amb fills.
La població ha evolucionat segons el següent gràfic:
Habitants censats

### Habitatges
El 2007 hi havia 60 habitatges, 41 eren l'habitatge principal de la família, 17 eren segones residències i 2 estaven desocupats. Tots els 60 habitatges eren cases. Dels 41 habitatges principals, 35 estaven ocupats pels seus propietaris i 6 estaven llogats i ocupats pels llogaters; 1 tenia dues cambres, 3 en tenien tres, 9 en tenien quatre i 28 en tenien cinc o més. 37 habitatges disposaven pel capbaix d'una plaça de pàrquing. A 13 habitatges hi havia un automòbil i a 24 n'hi havia dos o més.

### Piràmide de població
La piràmide de població per edats i sexe el 2009 era:
| Homes | Edats   | Dones |
| ----- | ------- | ----- |
| 0     | 95 o +  | 0     |
| 4     | 90 a 94 | 0     |
| 0     | 85 a 89 | 4     |
| 4     | 80 a 84 | 8     |
| 0     | 75 a 79 | 4     |
| 0     | 70 a 74 | 0     |
| 0     | 65 a 69 | 4     |
| 8     | 60 a 64 | 0     |
| 0     | 55 a 59 | 8     |
| 0     | 50 a 54 | 4     |
| 0     | 45 a 49 | 0     |
| 8     | 40 a 44 | 0     |
| 0     | 35 a 39 | 0     |
| 0     | 30 a 34 | 0     |
| 0     | 25 a 29 | 0     |
| 0     | 20 a 24 | 0     |
| 4     | 15 a 19 | 0     |
| 0     | 10 a 14 | 4     |
| 0     | 5 a 9   | 0     |
| 0     | 0 a 4   | 0     |

## Economia
El 2007 la població en edat de treballar era de 56 persones, 47 eren actives i 9 eren inactives. De les 47 persones actives 43 estaven ocupades (25 homes i 18 dones) i 4 estaven aturades (2 homes i 2 dones). De les 9 persones inactives 5 estaven jubilades, 1 estava estudiant i 3 estaven classificades com a «altres inactius».
Activitats econòmiques
Dels 3 establiments que hi havia el 2007, 2 eren d'empreses de construcció i 1 d'una empresa immobiliària.
Dels 3 establiments de servei als particulars que hi havia el 2009, 2 eren fusteries i 1 agència immobiliària.

## Poblacions més properes
El següent diagrama mostra les poblacions més properes.